# Lumbricus terrestris
(Charles Darwin)
Il lombrico comune (Lumbricus terrestris Linnaeus, 1758) è una specie di verme cilindrico appartenente alla famiglia Lumbricidae (Annelida, Oligochaeta).

## Descrizione
È un animale di colore rosaceo che presenta un'ingrossatura al livello del ventre chiamata clitello. Non è dotato di un sistema respiratorio, ma respira filtrando l'aria dal suolo: durante la pioggia, quando i tunnel nel terreno si riempiono di acqua, esce in superficie per non affogare. Durante la notte lo si può osservare in superficie mentre si ciba di resti vegetali presenti sulla superficie del terreno. Questo animale è ermafrodito, cioè dotato di organi genitali sia maschili che femminili.